# Orde van Verdienste voor de Landbouw en de Industrie
De Orde van Verdienste voor de Landbouw en de Industrie (Portugees: "Ordem dd Mérito Agricola e Industrial") is een  Portugese ridderorde.
De orde werd op 4 juni 1893 door de Portugese koning ingesteld en in 1926 vernieuwd door de Portugese republiek. De orde heeft als doel Portugezen en vreemdelingen te onderscheiden voor hun verdiensten voor landbouw, veeteelt, bosbouw, de promotie van industrie en verbetering van de productie. Voor bijzondere bijdragen aan de samenwerking tussen bedrijfstakken en scholing van arbeiders wordt deze onderscheiding ook toegekend.
Er zijn vijf graden:
- Grootkruis
- Grootofficier
- Commandeur
- Officier

Aan de orde is een medaille verbonden. Er zijn geen ridders.
Het kleinood is een ster met vijf punten. De punten zijn rood voor industriële verdiensten en groen wanneer de onderscheiding verdiensten voor de landbouw geldt. Deze ster is op een ster met negen punten gelegd. Tussen de armen liggen vijf kleine sterren.Het centrale medaillon draagt een gouden landswapen en een witte ring met de woorden "Merito Industrial" of "Merito Agricol". De ster is gelijk aan het kleinood en  bij de grootkruisen van goud en bij de grootofficieren van zilver.
De medaille is een kleinere uitvoering van het kleinood, maar van zilver waar de hogere graden van goud zijn.
Het lint is groen-wit-groen voor de landbouw en rood-wit-rood voor de industrie.
Tot de ridders behoorde de vooraanstaande Groningse ondernemer Jan Evert Scholten.

## Galerij

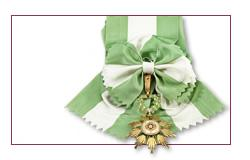
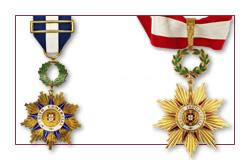